# Pereiro (La Mezquita)
Pereiro (llamada oficialmente San Pedro do Pereiro) es una parroquia y un pueblo del municipio español de La Mezquita, en la provincia de Orense, Galicia.

## Toponimia
La parroquia también es conocida por el nombre de San Pedro de Pereiro.

## Situación
Sus límites son: al oeste, el municipio de La Gudiña; al norte, el de Viana del Bollo; al nordeste y este, la provincia de Zamora, y al sur, Portugal. La altitud del término municipal sobrepasa los 800 m s. n. m., lo que ha dificultado, históricamente, una población más densa de su territorio. El río Diabredo pasa por el pueblo.

## Organización territorial
La parroquia está formada por dos entidades de población, constando una de ellas en el nomenclátor del Instituto Nacional de Estadística español:
- O Pereiro
- Sobreosmuíños[9]

## Demografía
Gráfica demográfica del pueblo y parroquia de Pereiro según el INE español:
| Gráfica de evolución demográfica de Pereiro entre 2000 y 2022 |
|                                                               |
| Datos según el nomenclátor publicado por el INE.              |